# 라자리 카가노비치

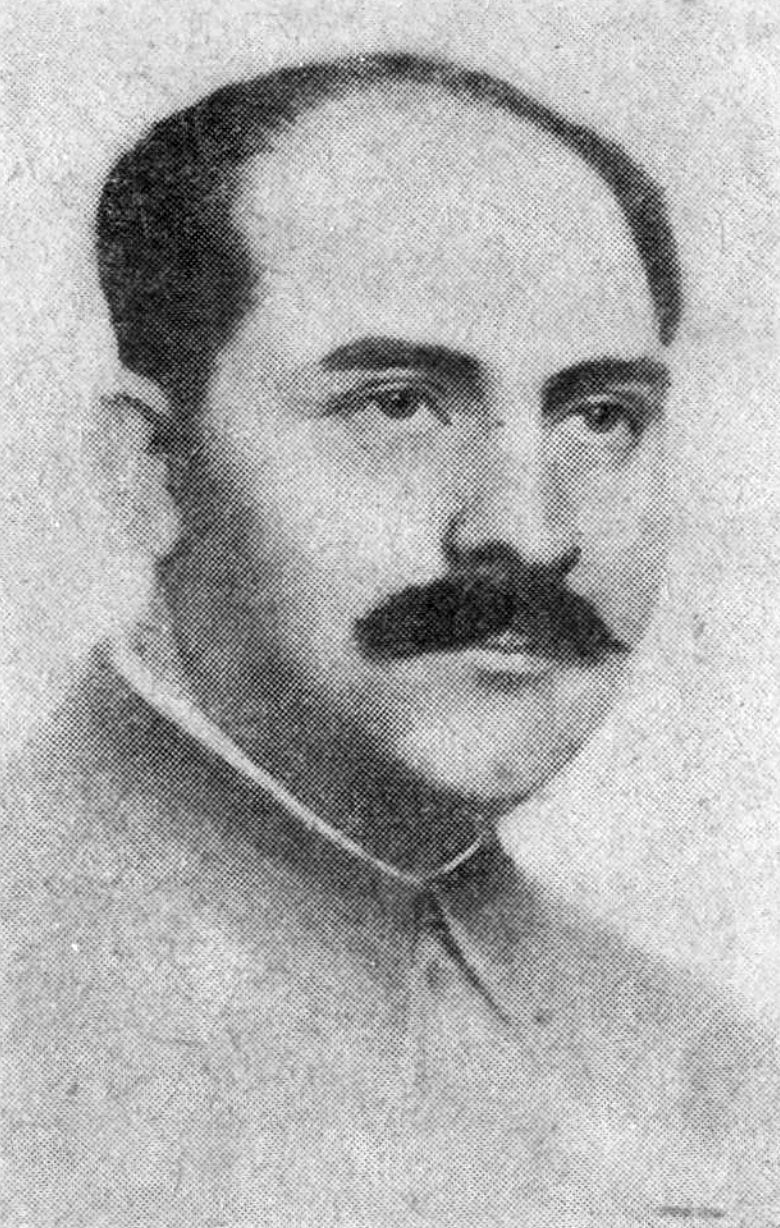
라자리 카가노비치

라자리 모이세예비치 카가노비치(러시아어: Ла́зарь Моисе́евич Кагано́вич, 1893년 11월 22일(율리우스력 11월 10일) ~ 1991년 7월 25일)는 러시아 제국의 노동운동가, 소비에트 연방의 정치인, 행정가이다. 소련 우크라이나 공산당 제1서기, 소련 수송 인민위원을 역임했으며 이오시프 스탈린의 측근을 맡았다.

## 어린 시절
카가노비치는 1893년 11월에 러시아 제국의 우크라이나 키예프현 라도미실군 카바니 마을에서 유대인 부모의 아들로 태어났으며 어린 시절에는 구두장이로 일했다. 1911년에는 볼셰비키에 입당하였고, 지하 혁명 활동을 하다가 1915년에 키예프에서 체포되면서 카바니 마을로 압송당하고 만다.
1917년 3월부터 4월까지 무두장이 연합 위원장, 유좁카 소비에트 위원장을 역임했고 1917년 8월에는 벨라루스 볼셰비키당 폴레시아 위원회의 위원장을 역임했다. 10월 혁명 시기에는 호멜 반란의 지도자를 역임했다.

## 소련 공산당 관료
1918년에는 붉은 군대 선전부 정치위원으로 임명되었다. 1918년 5월부터 1919년 8월까지 니즈니노브고로드현 위원회 의장을 역임했고 1919년부터 1920년까지 보로네시현의 현지사를 역임했다. 1920년부터 1922년까지 투르크메니스탄에서 지방의 이슬람 반군(바스마치)을 상대로 일으킨 볼셰비키 봉기의 지도자 가운데 한 사람이었고 해당 지방에서 활동하던 적대 세력을 토벌하는 임무를 수행했다.
1922년 5월에 소련 공산당 서기장으로 임명된 이오시프 스탈린은 카가노비치를 자신의 측근으로 임명하는 한편 서기국의 조직부를 이끌도록 지시했다. 이 부서는 소련 공산당 산하 기구의 모든 관리직에 대한 책임을 부여하고 있었다. 카가노비치는 이 곳에서 일하면서 스탈린 지지자들을 소련 공산당에서 중요한 자리로 임명했다. 카가노비치는 높은 일자리 제공, 스탈린 개인에 대한 충성심으로 명성을 높였고 스탈린의 모든 명령도 실행하겠다고 공언했다.
1924년에는 소련 공산당 중앙위원회 위원으로 임명되었고 1925년부터 1928년까지 소련 우크라이나 공산당 제1서기를 역임했다. 소련의 "우크라이나화" 정책에 관한 임무를 부여받은 카가노비치는 농촌의 집단화, 쿨라크(부농)에 대한 경제적 억압을 내걸었고 "사회주의와쿨라크의 평화적인 통합"을 주장한 니콜라이 부하린의 온건 정책을 강력히 반대했다.
1928년에는 카가노비치 지도부에 대한 수많은 저항에 위기를 느낀 스탈린에 의해 우크라이나에서 모스크바로 전임되었고 1939년까지 소련 공산당 중앙위원회 비서관을 역임했다. 스탈린이 국가의 유일한 지도자라고 판단했던 그는 공산당 내에서 좌익 반대파, 우익 반대파에 대한 스탈린의 투쟁을 지원했다. 1933년부터 1934년까지 소련 공산당 당원 숙정 워원회 의장을 역임하면서 스탈린과 적대 관계에 있던 공산당 인사와의 연락을 금지시켰다.
1930년에는 소련 공산당 정치국원으로 임명되었고 모스크바주 위원회 제1서기(1930년 ~ 1935년), 모스크바시 위원회 제1서기(1931년 ~ 1934년)를 역임했다. 특히 1930년대에는 농업 집단화, 조속한 공업화를 포함한 스탈린의 경제 정책 가운데 대부분을 감독했고 모스크바 지하철 건설 과정에 참여했다.

## 우크라이나 대기근에 관한 책임
카가노비치는 1930년에 개최된 우크라이나 전당대회에 참석하여 우크라이나에서 집단화 정책을 장려했다. 역사학자들은 이러한 정책이 부농의 작물 방화와 가축 도살을 유발하여 1932년부터 1933년까지 우크라이나에서 일어난 홀로도모르(우크라이나 대기근)를 이끌었다고 평가하고 있다. 카가노비치는 각 지역에서 부농으로 의심되는 농민을 재판 과정 없이 처형하는 것을 지도했는데, 이러한 정책은 카자흐스탄, 쿠반, 크림반도, 볼가강 하류 등에서 실시되었다.
카가노비치는 소련 공산당 중앙위원회 밀사 자격으로 우크라이나 중부, 러시아 북캅카스, 시베리아를 여행하면서 농업의 집단화, 부농에 대한 억압을 촉진시켰다. 쿨라크는 집단화의 느린 진전으로 인해 비판의 대상이 되었다. 폴란드 출신의 변호사였던 라파엘 렘킨은 뉘른베르크 국제군사재판에서 우크라이나에서 일어난 소련의 학살을 전체주의 체제의 집단학살로 제시하려고 시도했다.

## "철의 라자리"
카가노비치는 1935년부터 1937년까지 수송 인민위원을 역임했지만 대숙청 이전에도 수천 명에 달하는 철도 관리자, 경영자를 "사보타주" 혐의로 체포했다. 1937년부터 1939년까지 중공업 인민위원을, 1939년부터 1940년까지 석유산업 인민위원을 역임했는데 이러한 직위는 스탈린의 정책 준수를 추진하기 위한 체포 과정과 연결되어 있었다.
1930년대 말에 열린 전당협의회에서는 "외국의 간첩", "태업을 선동하는 사람"을 찾아내고 이들을 체포해야 한다는 연설을 했다. 스탈린의 명령을 실행하고 냉혹한 성격으로 인해 카가노비치는 "철의 라자리"라는 별명을 갖게 되었다. 제2차 세계 대전 시기에는 북캅카스·자캅카스 전선에서 군사위원회 위원을 역임했다. 1943년부터 1944년까지 다시 수송 인민위원을 역임했고 1944년부터 1947년까지 자원개발부 장관을 역임했다.
카가노비치는 1957년까지 소련 상임간부회 위원, 소련 공산당 중앙위원회 정치국 위원을 역임했다. 1943년 11월 5일에는 사회주의 노동영웅 칭호를 받았으며 레닌 훈장을 4번 받았다. 1947년에는 소련 우크라이나 공산당 제1서기로 임명되었고 1948년부터 1952년까지 국가자원공급위원회 의장, 1952년부터 1957년까지 각료회의 제1부의장을 역임했다.

## 말년
교리주의자, 스탈린주의자였던 카가노비치는 1953년 3월에 스탈린이 사망하면서 곧바로 영향력을 상실했다. 1957년에는 스탈린 격하 운동을 주도한 니키타 흐루쇼프로부터 뱌체슬라프 몰로토프, 게오르기 말렌코프 등과 함께 반당집단으로 지목되었다. 카가노비치는 흐루쇼프를 실각하려고 했지만 실패했고 소련 상임간부회, 소련 공산당 중앙위원회에서 은퇴하게 된다. 1961년에는 소련 공산당에서 완전히 축출했고 모스크바에 거주하면서 연금을 받았다.
1986년 11월에 뱌체슬라프 몰로토프가 사망하던 당시에는 극심한 치매 증세로 인해 장례식에 참석하지 못했다. 소련의 붕괴가 일어기 5개월 전인 1991년 7월에 향년 97세를 일기로 사망하면서 가장 마지막으로 생존한 고참 볼셰비키가 되었다. 그의 유해는 모스크바에 위치한 노보데비치 묘지에 안장되었다.